# 梅雷巴赫河
51°1′2.929576″N 9°15′47.488403″E / 51.01748043778°N 9.26319122306°E
梅雷巴赫河（德語：Merrebach），是德國的河流，位於該國中部，由黑森州負責管轄，屬於奧爾梅斯河的左支流，河道全長5.9公里，流域面積15.5平方公里，河口處在博爾肯附近。